# Ро (буква)
Ρ, ρ (название: ро, греч. ρω, др.-греч. ῥῶ) — 17-я буква греческого алфавита. В системе греческой алфавитной записи чисел имеет числовое значение 100. Происходит от финикийской буквы 𐤓 — рош. От буквы ро произошли латинская буква R и кириллическая Р. В древнегреческом языке буква ро передавала звук [r], [r̥], в новогреческом перешла в [ɾ].

## Применение в обозначениях
В обозначениях обычно используется строчная буква ρ, так как заглавная Ρ неотличима от латинской заглавной буквы P.
- В математике:
  - метрика (расстояние между двумя элементами метрического пространства);
  - коэффициент корреляции случайных величин;
  - пластическое число.
- В физике:
  - матрица плотности;
  - плотность вещества;
  - объёмная плотность электрического заряда;
  - удельное электрическое сопротивление;
  - реактивность ядерного реактора.
- В химии:
  - реакционная константа в уравнении Гаммета.